# Jessica Dickson
Jessica S. Dickson (Gainesville, 6 settembre 1984) è un'ex cestista statunitense.

## Carriera
È stata selezionata dalle Sacramento Monarchs al secondo giro del Draft WNBA 2007 (21ª scelta assoluta).